# Eburnipauropus africanus
Eburnipauropus africanus är en mångfotingart som först beskrevs av Paul Auguste Remy 1948.  Eburnipauropus africanus ingår i släktet Eburnipauropus och familjen fåfotingar. Inga underarter finns listade i Catalogue of Life.